# 安宁州 (广南府)
安宁州，中国元朝时设置的州。
元世祖至元十三年（1276年）置安宁州，属广南西路。治所在今云南省富宁县西南，辖境相当今云南省富宁县。明太祖洪武十五年（1382年）十一月，安宁州改属广南府。不久，明朝废除广安州，合并入富州。